# هان سونغ هي (دراجة كورية جنوبية)
هان سونغ هي (من مواليد 8 مايو 1983) هي دراجة من كوريا الجنوبية.
شاركت في دورة الألعاب الآسيوية 2006 في الدوحة بقطر.

## روابط خارجية
- هان سونغ هي على موقع أرشيف الدراجات (الإنجليزية)
- هان سونغ هي على موقع أوليمبيديا (الإنجليزية)